# Y 9200
Les Y 9200 sont des locomoteurs, c’est-à-dire de gros locotracteurs de la SNCF.

## Genèse de la série
Cette série de locomoteurs construits par NF-SNCF 3 de 1954 à 1957 est celle qui précède leurs nouvelles numérotations de types Y 51200.

## Effectifs par réseaux au 1er janvier 1958[1]
- Réseau Est - 1 : 11[1]
- Réseau Nord - 2 : 1[1]
- Réseau Ouest - 3 : 10[1]